# Nöre
Nöre är en liten by mellan Timmele och Dalum i Ulricehamns kommun, Västra Götalands län.  I Nöre finns en jordkula från 1800-talet som rustades upp 1983.